# RoboCup

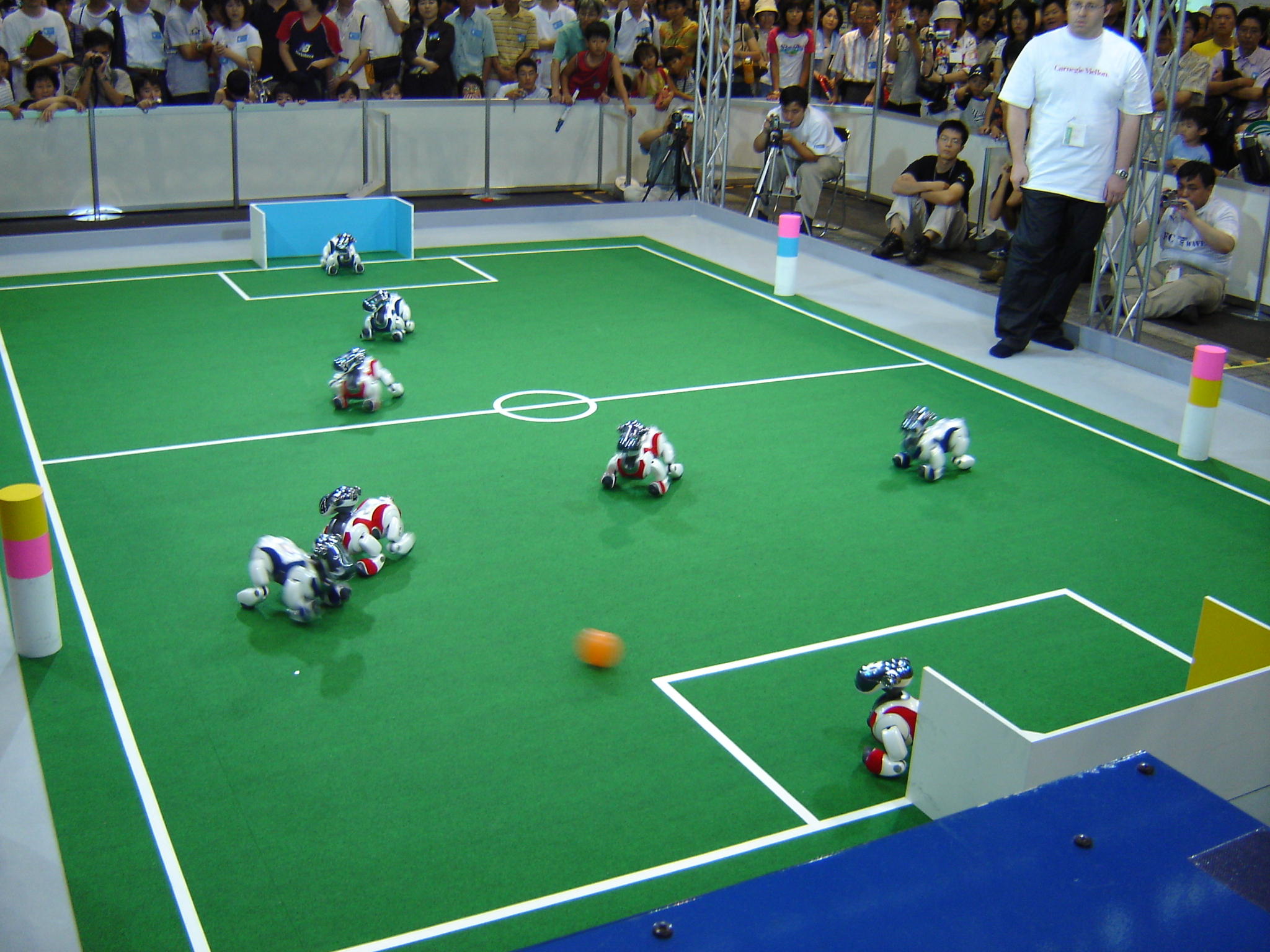

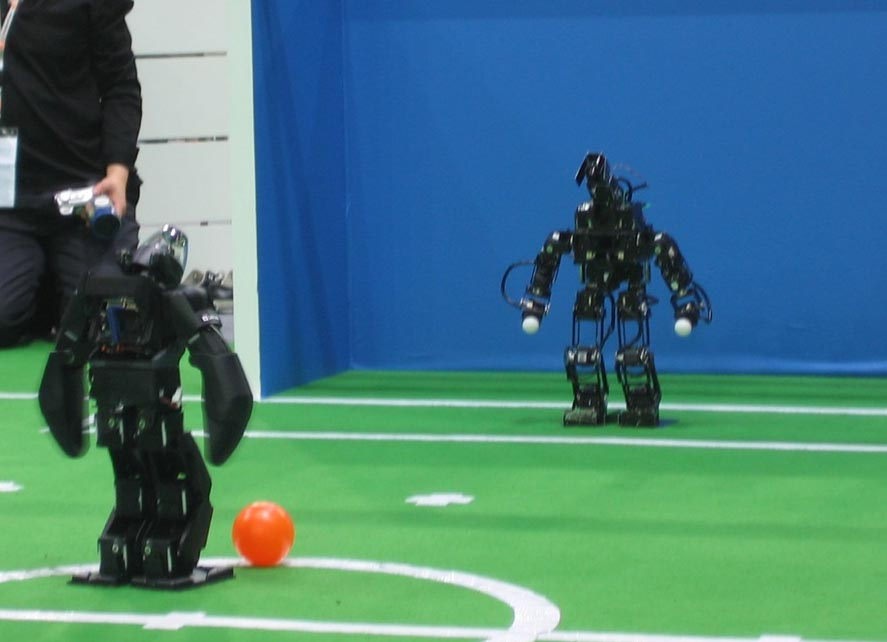
Humanoid-league

RoboCup is een internationaal initiatief op het gebied van robotica en kunstmatige intelligentie. Het doel van dit project is dat een ploeg robots in 2050 kan winnen van de wereldkampioen voetbal.
Onder de noemer RoboCup worden diverse robot-wedstrijden georganiseerd. Momenteel zijn er vier typen: voetbalwedstrijden, reddingswedstrijden, thuiswedstrijden en danswedstrijden.
De voetbalwedstrijden zijn het verst ontwikkeld. Binnen de RoboCup-soccer zijn er diverse leagues:
- Simulatie: Twee teams van elf spelers (iedere speler is een eigen proces) spelen in een gesimuleerde omgeving.
- Small Size: Twee teams van zes robots (van max. 18x18x15cm) nemen het tegen elkaar op. Elk team wordt bestuurd door één computer, de computer ontvangt informatie van twee camera's die boven het veld hangen.
- Middle Size: Twee teams van vijf autonome robots (van max. 50x50x80cm) spelen voetbal tegen elkaar op een 18 x 12 meter voetbalveld.
- Standard Platform: Alle teams gebruiken dezelfde robots, alleen de software mag worden aangepast. Oorspronkelijk waren dit AIBO robots, maar sinds 2008 zijn dit Nao robots.
- Humanoid: Autonome mensachtige robots spelen voetbal tegen elkaar, ze mogen enkel sensors gebruiken gelijkaardig aan menselijke zintuigen.

## Geschiedenis
In oktober 1992 hielden een groep Japanse onderzoekers in Tokio een workshop over de grote uitdagingen in artificiële intelligentie. 
Deze workshop leidde tot een discussie over het gebruik van voetbal om wetenschap en technologie te promoten. Er werd een onderzoek gestart om de haalbaarheid hiervan te onderzoeken en uit de resultaten bleek dat zo'n project haalbaar was.
In juni 1993 besloten een groep Japanse onderzoekers om een voetbalrobotcompetitie te beginnen: Robot J-League (J-League is de naam van de professionele nationale voetbalcompetitie van Japan). Ze kregen veel reacties van andere onderzoekers buiten Japan om er een internationaal project van te maken. Robot J-League werd hernoemd naar het Robot World Cup Initiative, "RoboCup" in het kort.
Gelijktijdig met deze discussie was Itsuki Noda op het ElectroTechnical Laboratory (ETL) al bezig met een onderzoek naar multi-agentsystemen voor voetbal en was gestart aan het ontwikkelen van een simulator voor multi-agentvoetbalwedstrijden. Dit werd later de officiële voetbalserver van RoboCup.
In september 1993 werd de eerste publieke mededeling van het initiatief gedaan, en werd een reglement opgesteld.
Ondertussen kondigde Noda's team de Soccer Server versie 0 (geschreven in LISP) aan, gevolgd door versie 1.0 van de Soccer Server (C++-versie), deze werd gepubliceerd via het web.
In  1995 op de International Joint Conference on Artificial Intelligence (IJCAI-95) in Montreal werd bekendgemaakt dat de eerste RoboCup georganiseerd ging worden in samenhang met de IJCAI-97 conferentie in Nagoya. Er werd ook de eerste publieke demonstratie van de Soccer Server gegeven.
In 1996 werd in Osaka op de International Conference On Intelligent Robots and Systems (IROS-96) een pre-RoboCup gehouden om potentiële problemen met het organiseren van een op grote schaal RoboCup te identificeren. Acht teams deden mee in de simulatie league en er was een demonstratie van echte robots voor de Middle Size League.
In 1997 werd de eerste officiële RoboCup gehouden in Nayoga, er namen meer dan 40 teams deel aan de RoboCup en er waren meer dan 5000 toeschouwers aanwezig.

## Nederland
Jaarlijks zijn er RoboCup Junior-wedstrijden in NEMO in Amsterdam. Daaraan kunnen scholieren tussen 8 en 19 meedoen. Ook daar zijn drie categorieën: Soccer (1:1 of 2:2), Dance en Redding. Er wordt gewerkt aan 'thuiswedstrijden' voor Juniors. Sinds het schooljaar 2008-2009 bestaat er ook een Belgische finale in het wetenschapsmuseum Technopolis in Mechelen. De winnaar van elke categorie komt in aanmerking om deel te nemen aan de wereldkampioenschappen.
In 2011 zijn deze gehouden in Istanboel (Turkije).
Nederland is in twee categorieën wereldkampioen geworden: in 2003 bij de simulatie door het team UvA Trilearn en in 2012 en 2014 in de voetbal-mid-size league door het team Tech United uit Eindhoven.
In 2013 vond dit evenement plaats in Nederland, in Eindhoven.